# ピチット・シスパンプラチャン
ピチット・シスパンプラチャン（Pichit Sitbangprachan、1966年1月15日 - ）は、タイの元プロボクサー。チャイヤプーム県出身。元IBF世界フライ級王者。ワンソンチャイ・ボクシング・プロモーションズ所属。実弟のピチット・チョーシリワットは元WBA世界ライトフライ級王者。

## 来歴
1988年3月25日、プロデビュー戦を行い2回KO勝ち。この勝利後2年間のブランクを作った。
1992年11月29日、世界初挑戦。IBF世界フライ級王者ロドルフォ・ブランコと対戦し3回2分2秒KO勝ちを収め王座獲得に成功した。
1993年3月6日、アントニオ・ペレスと対戦し4回2分50秒TKO勝ちを収め初防衛に成功した。
1993年7月11日、元IBF世界ミニマム級王者李敬渕と対戦し初回1分2秒TKO勝ちを収め2度目の防衛に成功した。
1993年10月3日、ミゲル・マルチネスと対戦し9回1分50秒TKO勝ちを収め3度目の防衛に成功した。
1994年1月23日、8戦全勝のアーサー・ジョンソンと対戦しKOこそ逃したが12回3-0(118-110、2者が115-113)の判定勝ちを収め4度目の防衛に成功した。
1994年5月8日、ホセ・ルイス・サパダと対戦しピチットがキャリア初の苦戦を演じ12回2-1(2者が115-113、113-115)の僅差判定勝ちを収め5度目の防衛に成功した。しかしピチットは脳にダメージを負い、休養した。
1994年11月15日、ピチットは上記の怪我の影響で防衛戦を行うことが出来なくなりIBF世界フライ級王者を返上した。
2年のブランクのうち1996年10月27日、ピチットが復帰。サミー・ソーディナと復帰戦を行い、8回TKO勝ち。だがこの後ピチットは4年間のブランクを作った。
2000年4月2日、マーロン・アーロスと4年振りの復帰戦を行い、10回判定勝ち。
2000年5月12日、オスカー・バルガスと対戦し5回KO勝ちを収めた試合を最後に現役を引退した。デビューから13年間ダウンや敗戦を1度も経験しなかった。

## 獲得タイトル
- IBF世界フライ級王座（防衛5=返上）